# جحدم
قرية جحدم هي إحدى القرى التابعة لمركز منفلوط في محافظة أسيوط في جمهورية مصر العربية. حسب إحصاءات سنة 2006، بلغ إجمالي السكان في جحدم 11172 نسمة، منهم 5794 رجل و5378 امرأة.